# Buenos Aires Unidos
Buenos Aires Unidos fue un equipo de voleibol ubicado a la ciudad de Mar del Plata, en la provincia de Buenos Aires, Argentina. Fue fundado en 2010 por iniciativa de la Secretaría de Deportes de la Provincia de Buenos Aires y su equipo masculino participó tres temporadas en la Liga A1 de Vóley Argentino, máxima categoría de la Asociación de Clubes Liga Argentina de Voleibol. El único lauro que logró fue el Torneo Súper 8 del 2010.

## Historia

### Fundación e inicios
El proyecto Buenos Aires Unidos surgió a mediados del año 2010 a raíz de la fusión deportiva entre el Club Atlético Once Unidos perteneciente a la ciudad de Mar del Plata y Mar Chiquita Vóley Club oriundo del mencionado partido, con la intención de sumarse a la Liga Argentina de Vóleibol.
El apoyo financiero de la Secretaría de Deportes de la Provincia de Buenos Aires, a través de la Lotería bonaerense hizo posible concretar la empresa, aunque con un valor agregado: a la competencia en el más alto rendimiento deportivo se le sumó un objetivo de amplia connotación social, que en realidad es el principal basamento de este proyecto. Así, con prácticas abiertas, clínicas, actividades en escuelas y distintos clubes, visitas y múltiples acciones, se pretendía acercar al vóley a la gente. Bajo la premisa de la Secretaría, garantizar el derecho a practicar deportes, sobre todo para los niños y jóvenes, Buenos Aires Unidos núcleo perfectamente un emprendimiento que tuvo al menos dos frentes, el deporte social y la alta competencia.

### Resultados
En su primera temporada en la Liga Argentina, la 2010/11, Buenos Aires Unidos quedó primero en la fase regular con 19 victorias y 3 derrotas. Luego de vencer por 3-0 a PSM Vóley en cuartos de final, cayó en semifinales con el último campeón Drean Bolívar por 3-2.
En la fase regular de la temporada siguiente, 2011/12, Buenos Aires Unidos ocupó el cuarto puesto con 15 victorias y 7 derrotas. En cuartos de final quedó eliminado contra Boca Río Uruguay Seguros por 3-2, en una serie en la que cuatro de los cinco partidos se definieron en cinco sets. 
En la temporada 2012/13, Buenos Aires consiguió el subcampeonato en la Copa ACLAV, siendo superado por UPCN en la final. BAU encabezó una vez más la tabla de posiciones de la fase regular, con 24 victorias y 3 derrotas. En cuartos de final eliminó 3-0 a Gigantes del Sur y en semifinales a Sarmiento Santana Textiles por el mismo resultado. En la final perdió 3-0 con UPCN.

### Fin de su participación
El club anunció que no participaría de la siguiente temporada por falta de presupuesto. Cabe destacar que esto implicó perder la plaza que tenía en la Liga Sudamericana de clubes.

Luego de un fructífero proceso de tres años, en el cual se cumplieron con creces objetivos deportivos y sociales, la continuidad del proyecto Buenos Aires Unidos en la Liga Argentina de Vóleibol está prácticamente descartada. Diferentes situaciones coyunturales ubican al equipo de Mar del Plata, impulsado por la Secretaría de Deportes bonaerense, en una posición vulnerable.
Lamentablemente, la interrupción de este proceso llega en vísperas de la concreción de un nuevo desafío: a partir de octubre nacerá la nueva Liga Sudamericana de clubes, en la que los clubes argentinos y brasileños tendrán dos plazas directamente en la segunda fase (prevista para noviembre). Y por su condición de actual representante del país –derecho ganado en la cancha- BAU tendría uno de esos lugares asegurados. Y en caso de no continuar, obviamente no podría utilizarlo.
Comunicado oficial.

## Estadio
Al no poseer recinto propio, Buenos Aires Unidos disputó sus encuentro como local en el Estadio Once Unidos. Es un recinto deportivo multiuso construido en la ciudad de Mar del Plata, Provincia de Buenos Aires, Argentina. Fue inaugurado en 1991 con una capacidad de 3.300 espectadores y fue una de las sedes en donde se disputaron los Juegos Panamericanos de 1995.